# Войцех Ґерсон
Войцех Ґерсон (пол. Wojciech Gerson; 1 липня1831, Варшава — 25 лютого 1901, там само) — провідний польський художник, один з найяскравіших представників польської школи романтизму часів поділу Польщі іноземними державами. Він тривалий час був професором Школи красного мистецтва у Варшаві і навчав майбутніх світил польського неоромантизму таких як Юзеф Хелмонський та багато інших, в тому числі вихідців з України таких як Анна Білінська, Ян Станіславський, Софія Станкевич. Він також писав мистецьку критику та видав книгу з анатомії для художників. Переклав польською книгу Леонардо да Вінчі Trattato della Pittura (Трактат мистецтва). Велику кількість його картин поцупили німецькі нацисти під час Другої світової війни та які безслідно зникли.

## Біографія

### Дитинство та навчання
Войцех народився у Варшаві під час Листопадового повстання проти Росії. У 1844 році вступив до Школи красного мистецтва у Варшаві, яку в 1850 році закінчив з відзнакою. В 1853 році Ґерсон повертається до навчання у Петербурзькій академії мистецтв, де протягом двох років вивчав історичне малярство у Олексія Маркова, і в 1855 році повертається у Варшаву. В 1856 році покидає її та прямує до Парижа для навчання у Леона Кон'є та інших. У 1858 році Войцех Ґерсон повертається до Варшави і оселяється на постійно до кінця свого життя.

### Творча та викладацька діяльність

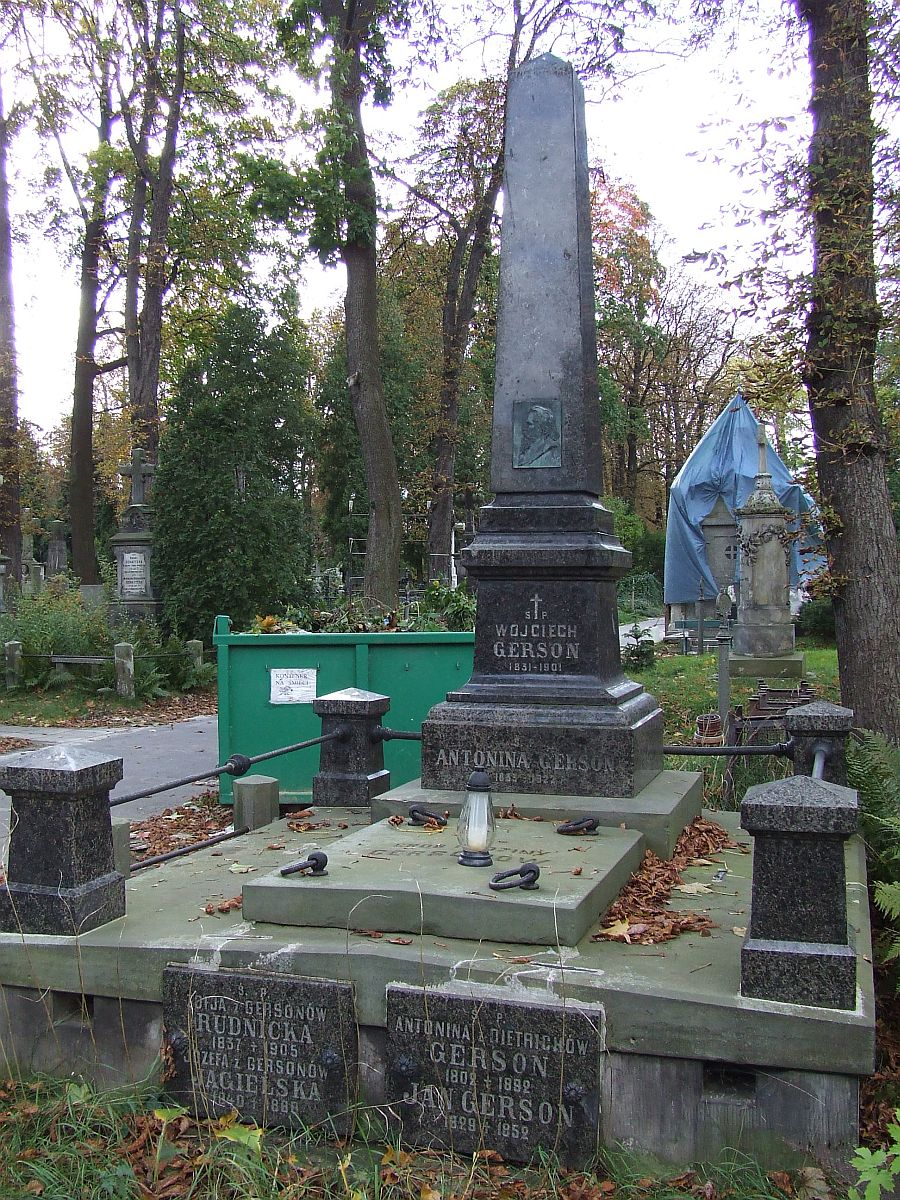
Родинна могила Ґерсонів

Войцех Ґерсон був співзасновником Товаристві заохочення образотворчого мистецтва у 1860 році. Він почав викладати мистецтво в його власній майстерні в 1865 році, і став професором Варшавської Школи красного мистецтва в 1872 році. Академік Петербурзької академії мистецтв з 1873 року, оголошений її професором в 1878 році. Ґерсон також працював архітектором і мистецтвознавцем. Він шанується в Польщі за його історичні картини патріотичного характеру, сцени сільського життя та гірські пейзажі.
В. Ґерсон був одним із співавторів Наукової енциклопедії Отто (чеськ. Ottův slovník naučný) — найбільшої енциклопедії чеською мовою.

### Останні роки життя
У 1896 році пішов у відставку. Помер у 70 років у Варшаві та похований на Евангелістському цвинтарі Аугсбургської конфесії.

## Відомі учні
- Анна Білінська
- Юзеф Унєжиський

## Галерея

### Картини на історичну тематику

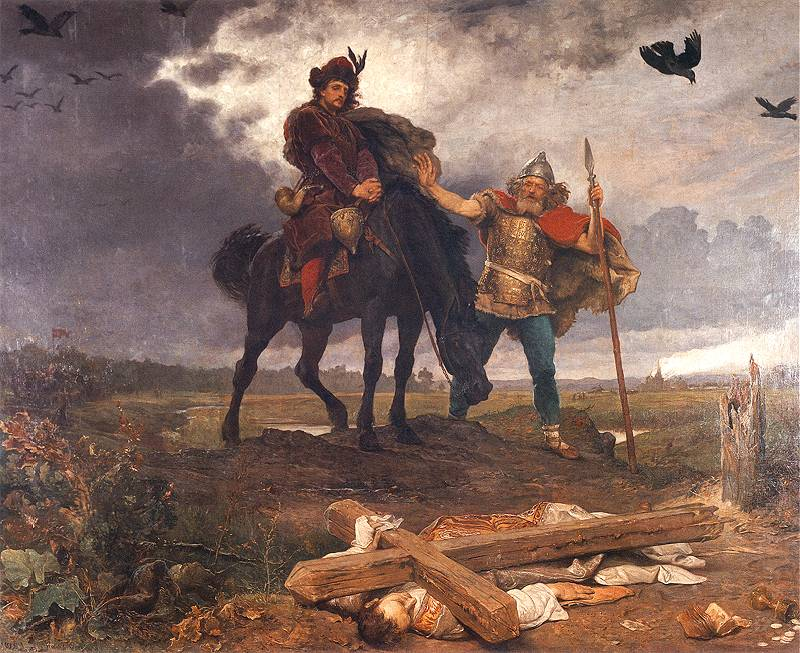
Казимир I Відновитель
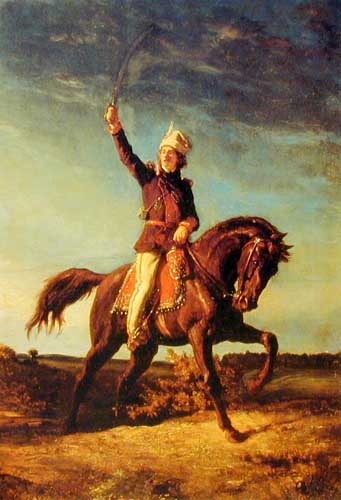
Тадеуш Костюшко
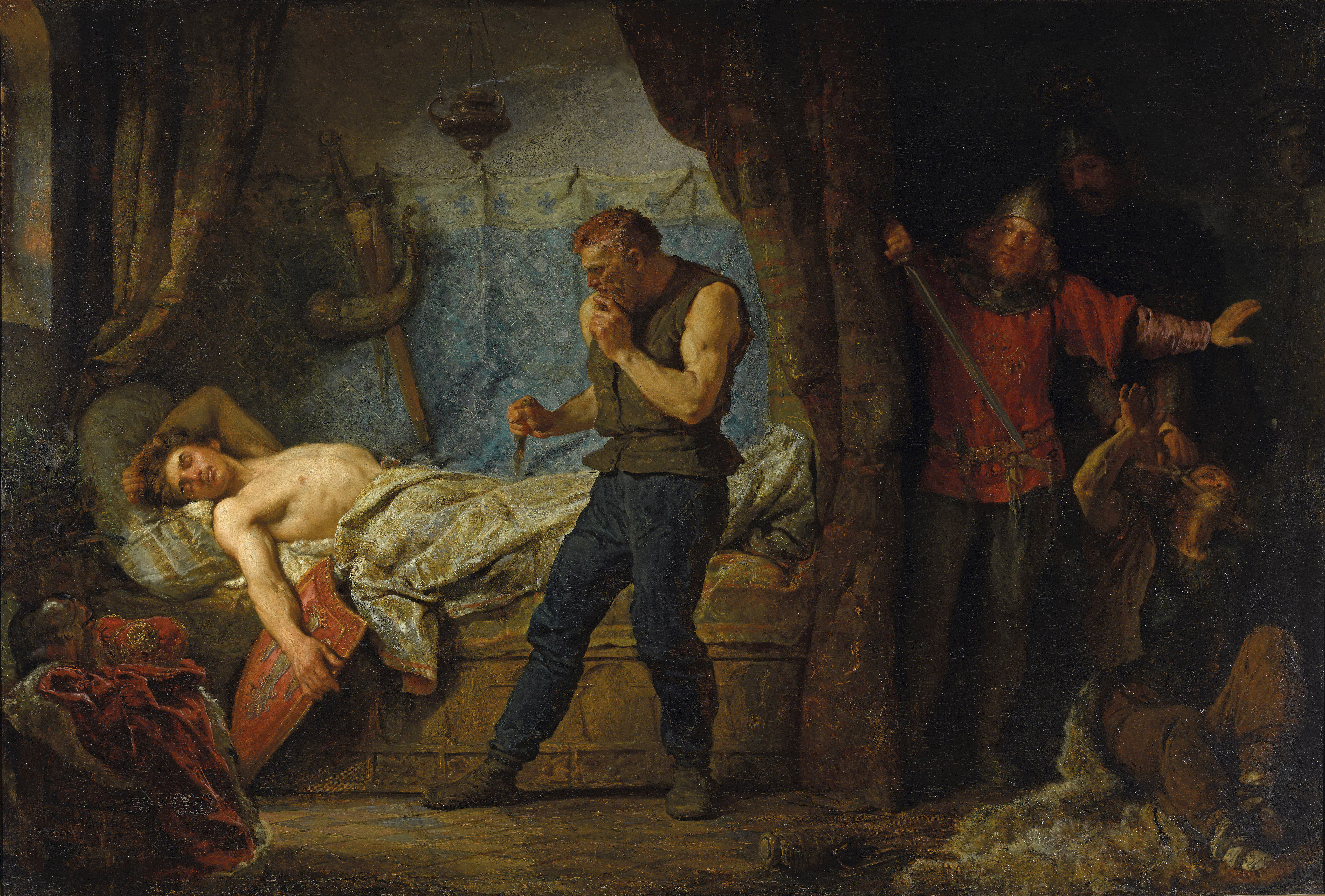
Смерть Пшемисла II
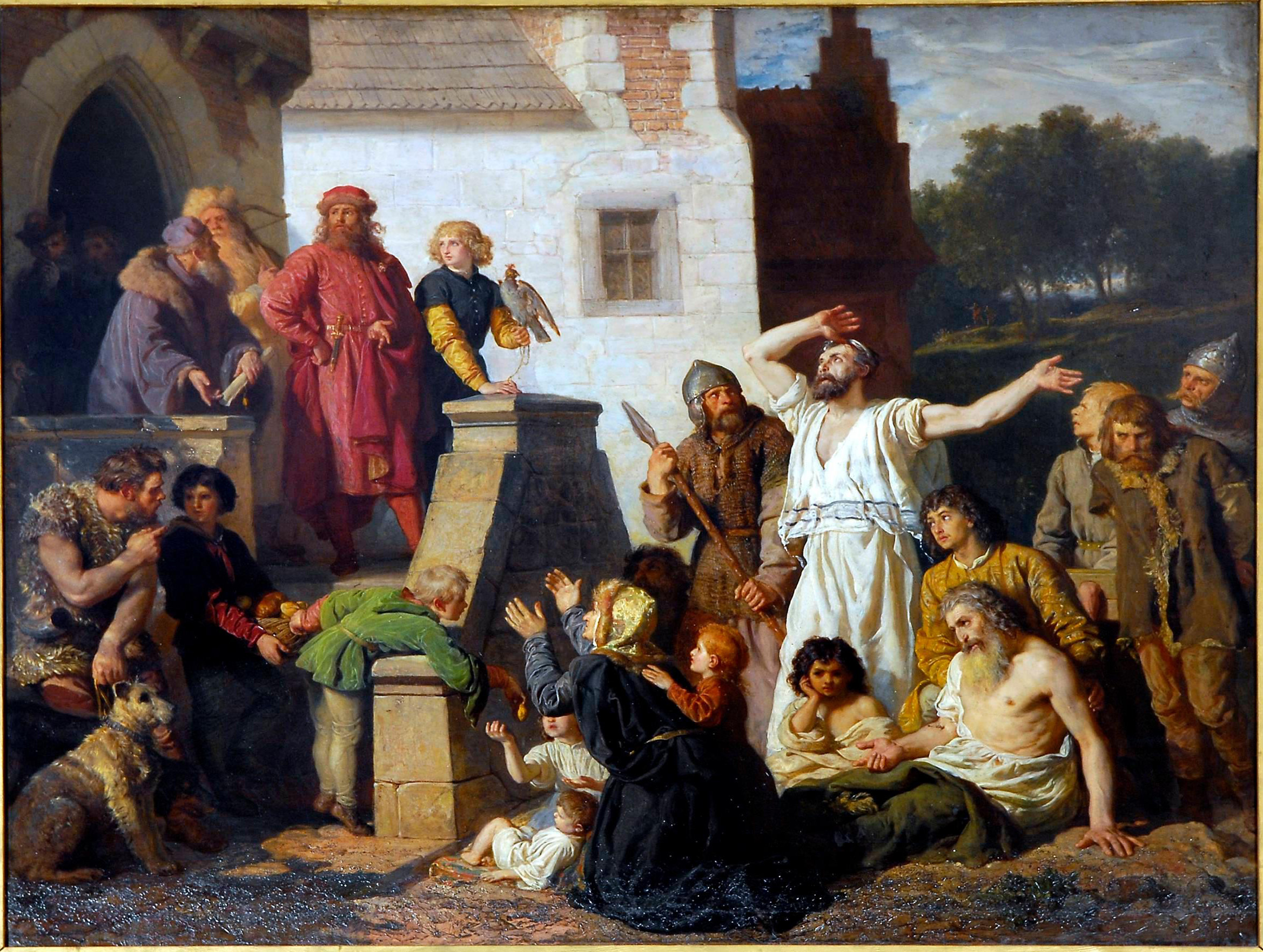
Казимир III

### Фото картин, які безслідно зникли

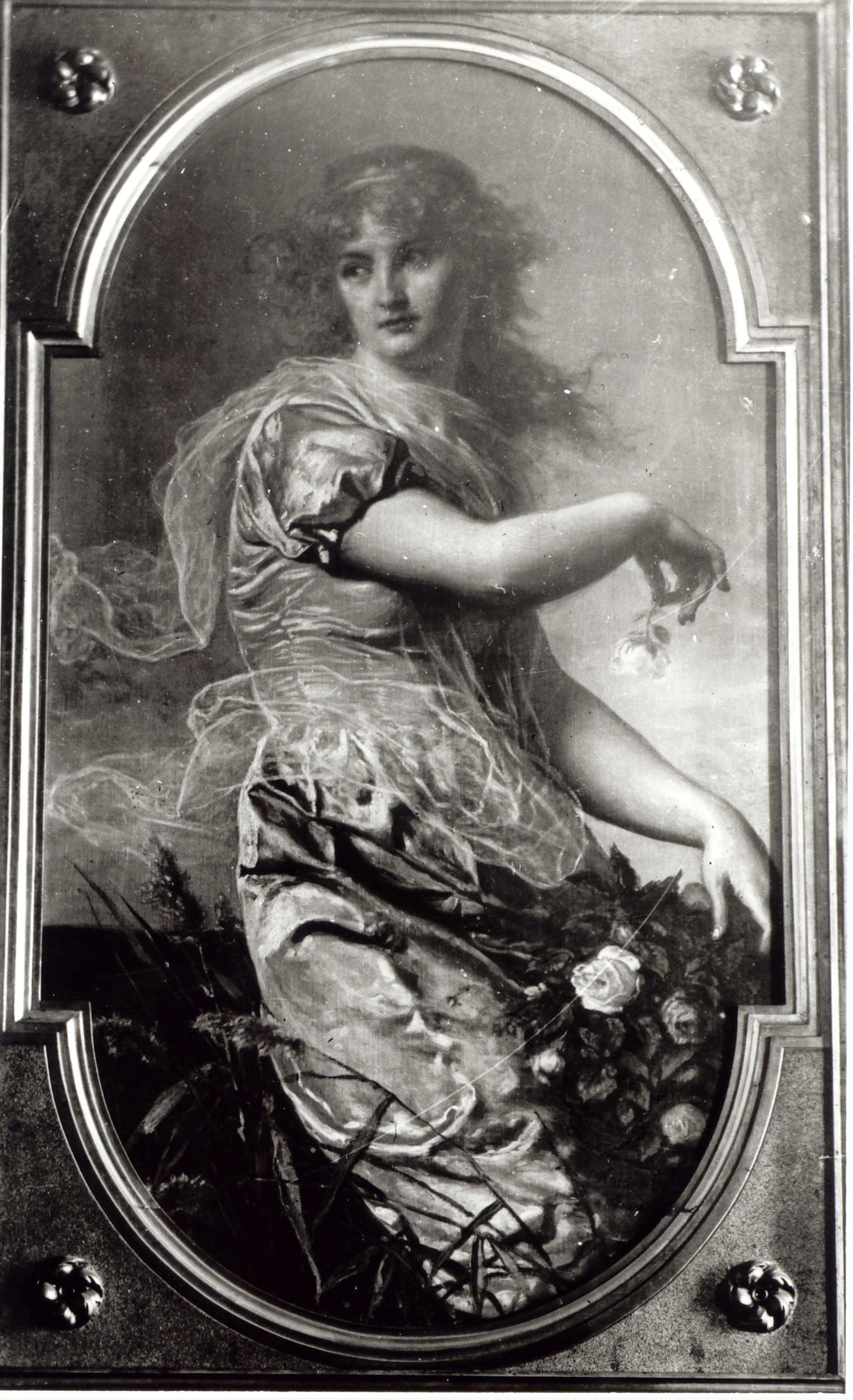
Ранок
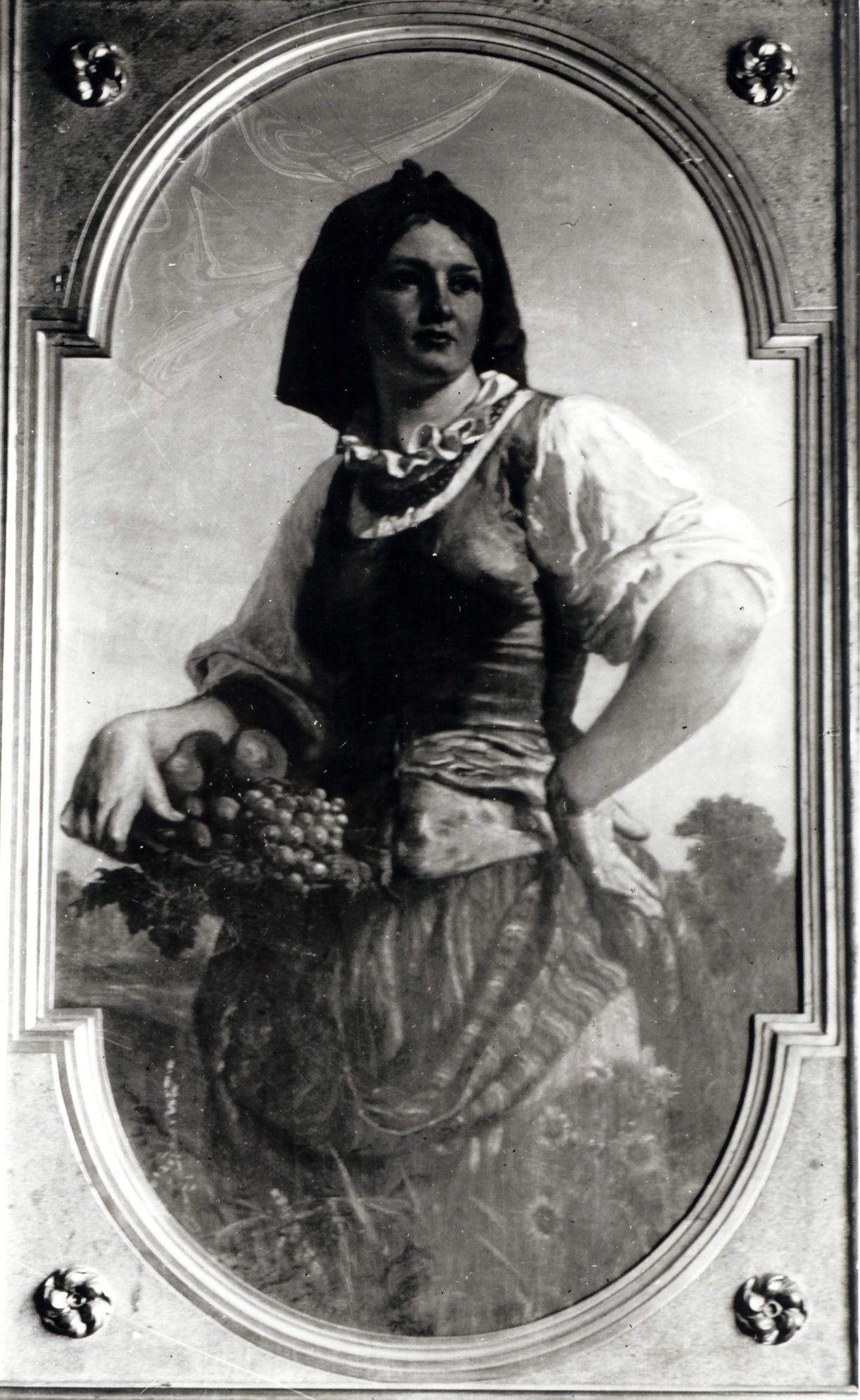
Надвечір'я
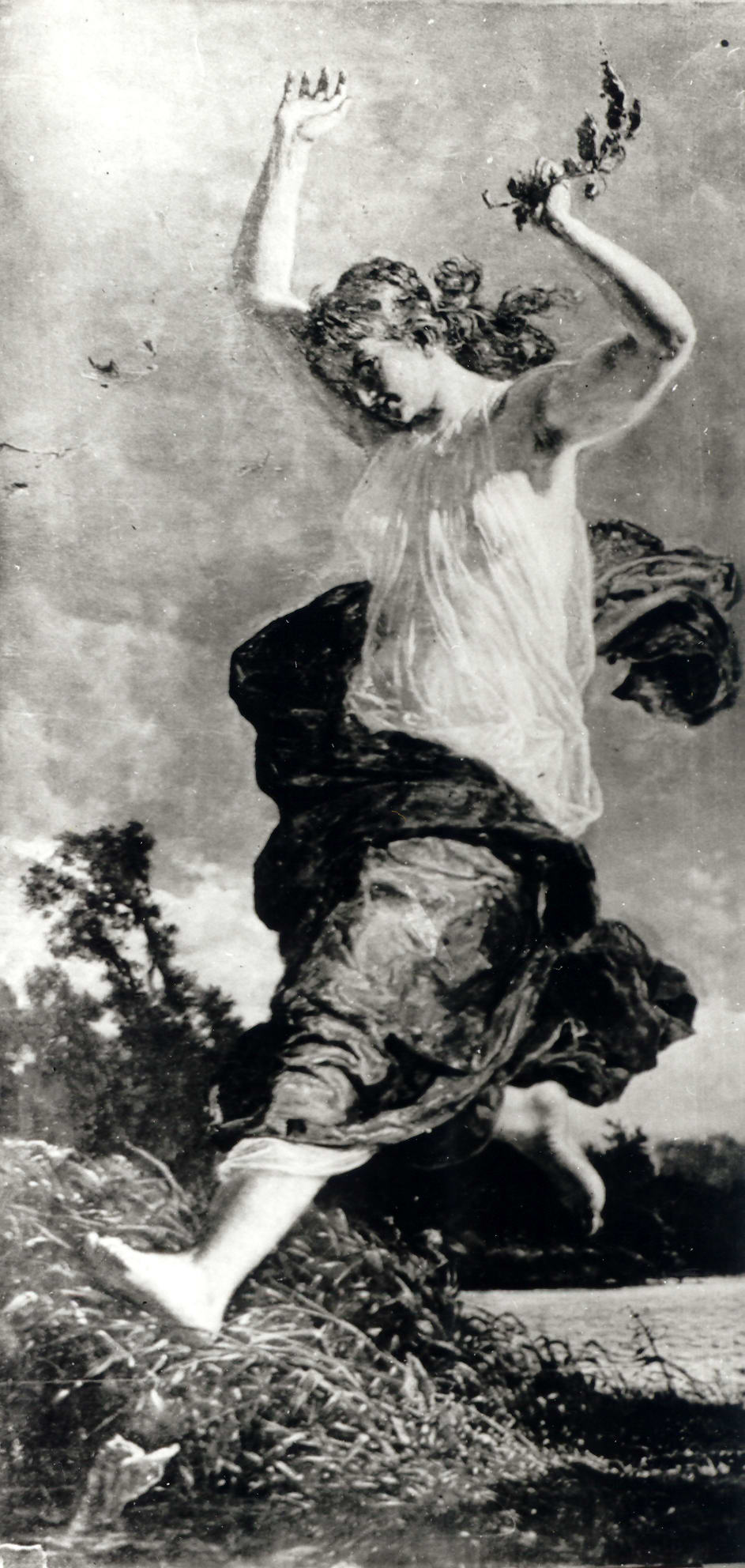
Завірюха
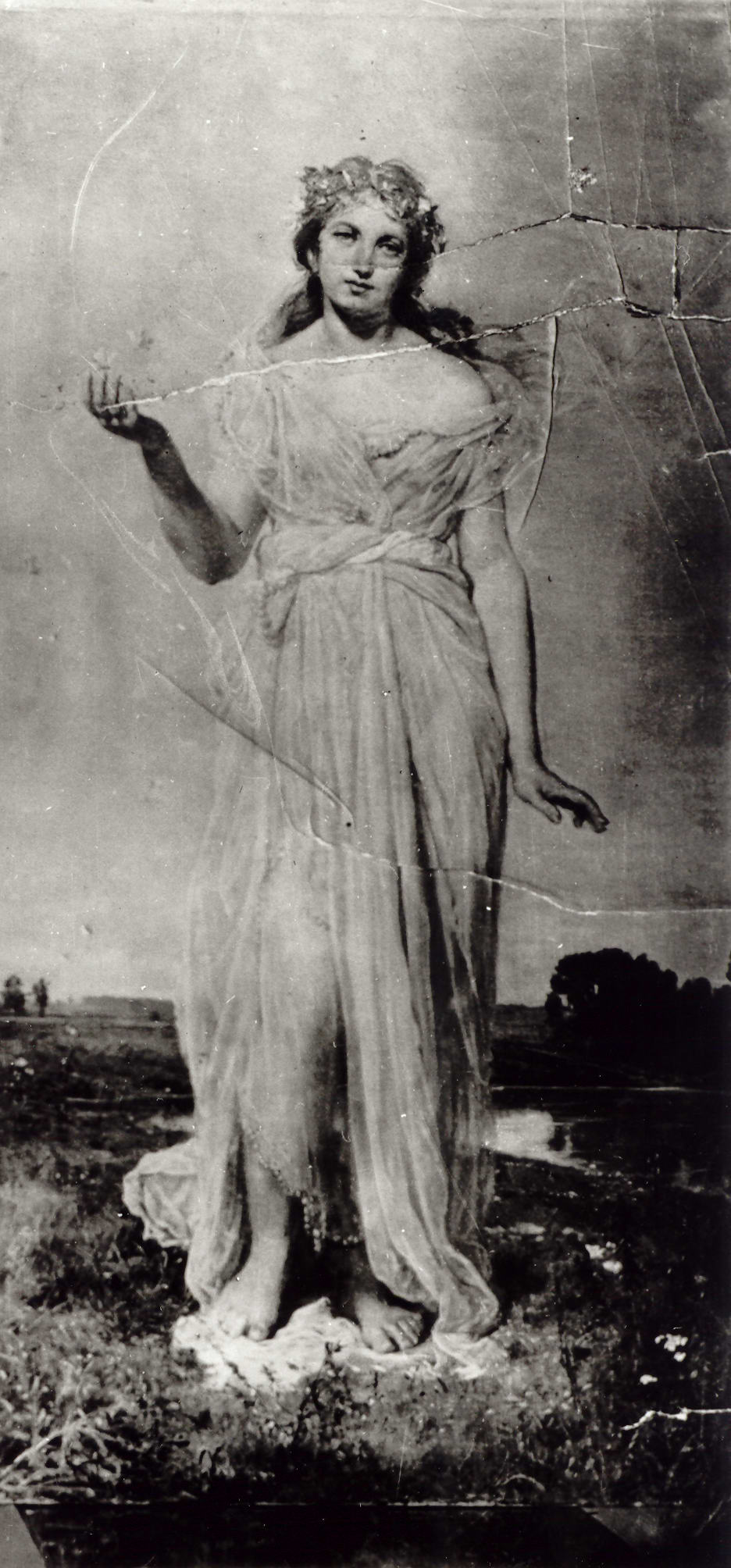
Погода
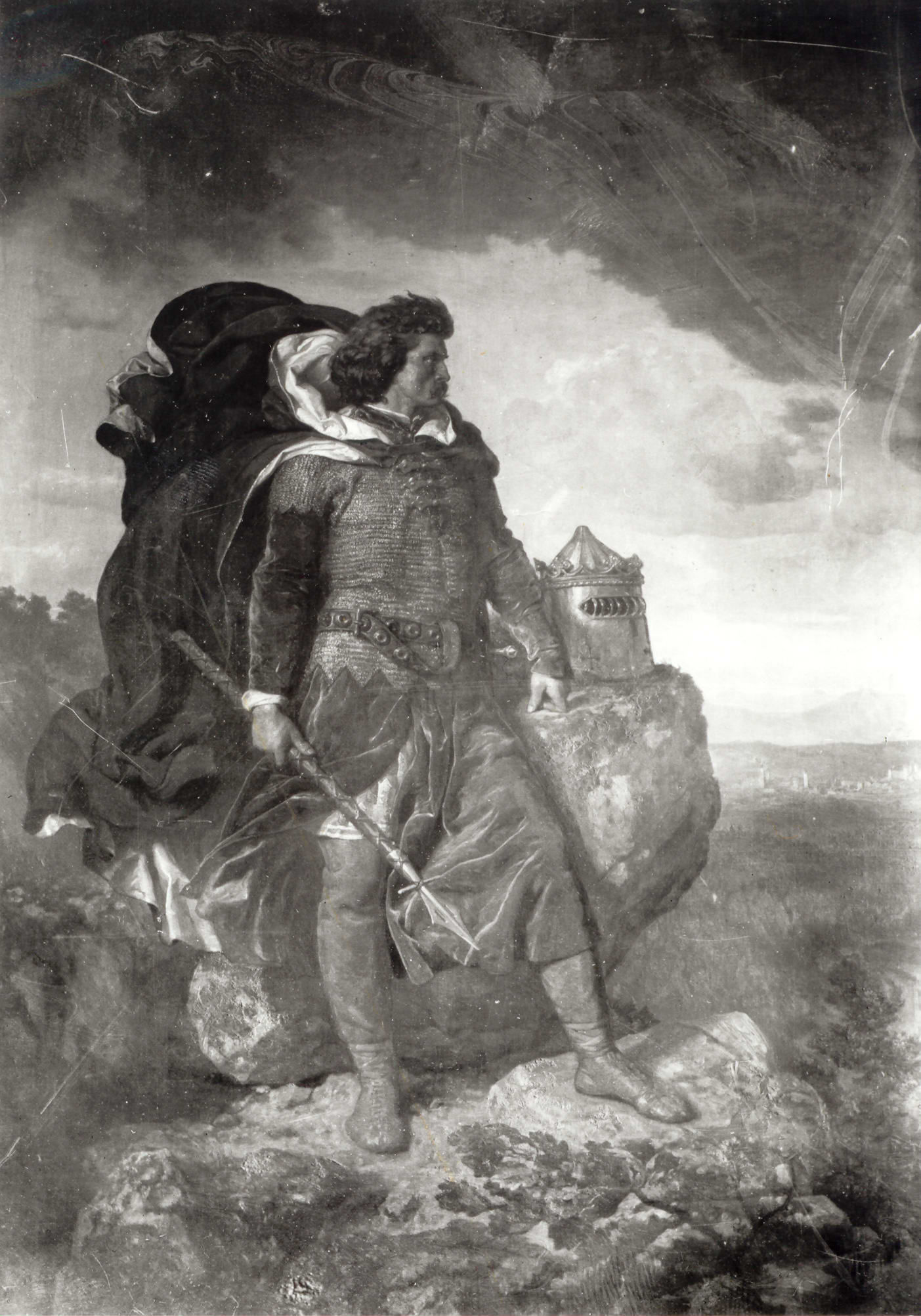
Локетек на Скелях